# Lithocarpus curtisii
Lithocarpus curtisii (King ex Hook.f.) A.Camus – gatunek roślin z rodziny bukowatych (Fagaceae Dumort.). Występuje endemicznie w Malezji – w stanie Penang, Kelantan, Pahang, Terengganu, Perak i Selangor. 

## Morfologia
PokrójZimozielone drzewo dorastające do 25 m wysokości. Pień czasem jest z korzeniami podporowymi.
LiścieBlaszka liściowa jest skórzasta i ma eliptycznie lancetowaty kształt. Mierzy 8,9–21,6 cm długości oraz 3,5–7,1 cm szerokości, ma ostrokątną nasadę i ostry wierzchołek. Ogonek liściowy jest nagi i ma 5–7 mm długości.
OwoceOrzechy o półkulistym kształcie, dorastają do 15 mm średnicy. Osadzone są pojedynczo w płaskich miseczkach.

## Biologia i ekologia
Rośnie w lasach, na terenach nizinnych.